# Моэд катан
«Моэд катан», или «Моэд-Катан» (др.-евр. מועד קטן‬ — «малый праздник») — трактат в Мишне, Тосефте, Вавилонском и Иерусалимском Талмуде, в разделе Моэд. Содержит законы об ограничениях на совершение работы в промежуточные дни еврейских праздников Песах и Суккот.

## Название трактата
Словом מועד (моэд), в общем случае означающим «срок», «дата», Моисеев закон называет также праздники, особые даты календаря. Этим же словом называется посвящённый законам субботы и праздников раздел Талмуда. В отличие от всего отдела, трактат, в котором содержатся законы о промежуточных днях праздников, обладающих меньшей святостью в сравнении с субботой и главными праздничными днями, называется מועד קטן — «Малый праздник». Согласно другой точке зрения, слово моэд в узком смысле означает именно промежуточный день праздника, в этом случае слово «малый» добавлено в название трактата, чтобы отличать его от название всего раздела. Можно отметить, что промежуточные дни праздников, действительно, ни в одном из текстов не называются «малыми праздниками», для них существует другое общепринятое название — חול המועד (Холь ха-Моэд — букв. «будни праздника»), в самом же трактате они называются просто «моэд».
В некоторых рукописях трактат называется по первому слову — משקין‬ (Машкин — «орошают»), предполагается, что это название было первоначальным.

## Предмет рассмотрения
Согласно Моисееву закону (Лев. 23:5—8, 34—36), праздники Песах и Суккот продолжаются в течение семи дней. При этом работать запрещено только в первый и седьмой дни праздника Песах и в первый день праздника Суккот, об остальных днях ничего не говорится. Законоучители постановили, что в эти дни (холь-ха-моэд), которые Тора называет «священными собраниями» (מקראי קדש) также запрещено работать, чтобы они отличались от обыкновенных будней, не имеющих никакой святости. Однако, если неисполнение какой-то работы принесёт большой убыток, то выполнить её разрешено, нельзя только специально откладывать работу на праздник, имея в виду использовать свободное время. Законы о работе, которую разрешено исполнять в праздник согласно этому принципу, составляют основное содержание трактата.
Поскольку аналогичный запрет на исполнение работы действует для соблюдающего траур, конец трактата, по характерной для Талмуда ассоциации идей, посвящён рассмотрению законов траура.

## Содержание
Трактат «Моэд катан» в Мишне состоит из 3 глав и 24 параграфов.
- Глава первая трактует об ограничениях на совершение сельскохозяйственных и других работ в холь-ха-моэд. Отмечается, что в это время нельзя устраивать свадеб, чтобы не умалить значение праздника[1].
- Глава вторая приводит примеры работ, разрешённых в холь-ха-моэд ради предотвращения убытков.
- Глава третья трактует о том, в каких случаях в холь-ха-моэд разрешены стрижка, стирка и письмо. Конец трактата посвящён правилам соблюдения траура и организации похорон; девятого ава он изучается в память об умерших.

## Затрагиваемые темы
Из вавилонской гемары к трактату «Моэд катан» не лишены интереса следующие места: об отмене раббаном Гамалиилом и его коллегией постановлений школ Шаммая и Гиллеля (3б); о том, что в год окончания Соломоном постройки первого храма был отменен праздник Йом-Киппур (9а); изложение надгробных речей, сказанных по поводу смерти известных ученых (25а—26б). Вообще, гемара к первой главе трактата представляет богатый и весьма ценный материал по еврейской археологии в области искусства и ремесел. Многие места в этом трактате характеризуют также быт евреев в талмудическое время.